# مدرسة الباسل للمتفوقين (حلب)
مدرسة المتفوقين الاولى هي مدرسة للتعليم الثانوي تأسست عام 1998. كانت أول مدرسة ثانوية تأسست في سوريا لتوفير التعليم الثانوي حصريًا للطلاب المتفوقين ويتعين على الطالب اجتياز عدة امتحانات بعد الانتهاء من المدرسة الابتدائية حتى يتم قبوله.

## تاريخ
تأسست ثانوية المتفوقين الاولى من أجل رعاية الطلاب السوريين المتميزين باعتبارهم ثروة وطنية، من خلال تنمية قدراتهم الفكرية وآدابهم العملية وبما يتناسب مع قدراتهم العقلية ومستوى الإنجازات الأكاديمية. جاءت هذه المؤسسة متماشية مع توجهات السياسة التعليمية في رفع مستوى الأداء النوعي للعملية التعليمية والارتقاء بها لتكون فاعلة في تلبية متطلبات التنمية الشاملة وتقدم المجتمع. أنشأت وزارة التربية والتعليم مدرسة في كل محافظة مخصصة للطلاب المتفوقين؛ تضم كل مدرسة المستويات المتوسطة والعليا بدءًا من العام الدراسي (1998-1999) وفقًا لمعايير محددة للقبول.